# Alastair Bruce, 5. Baron Aberdare

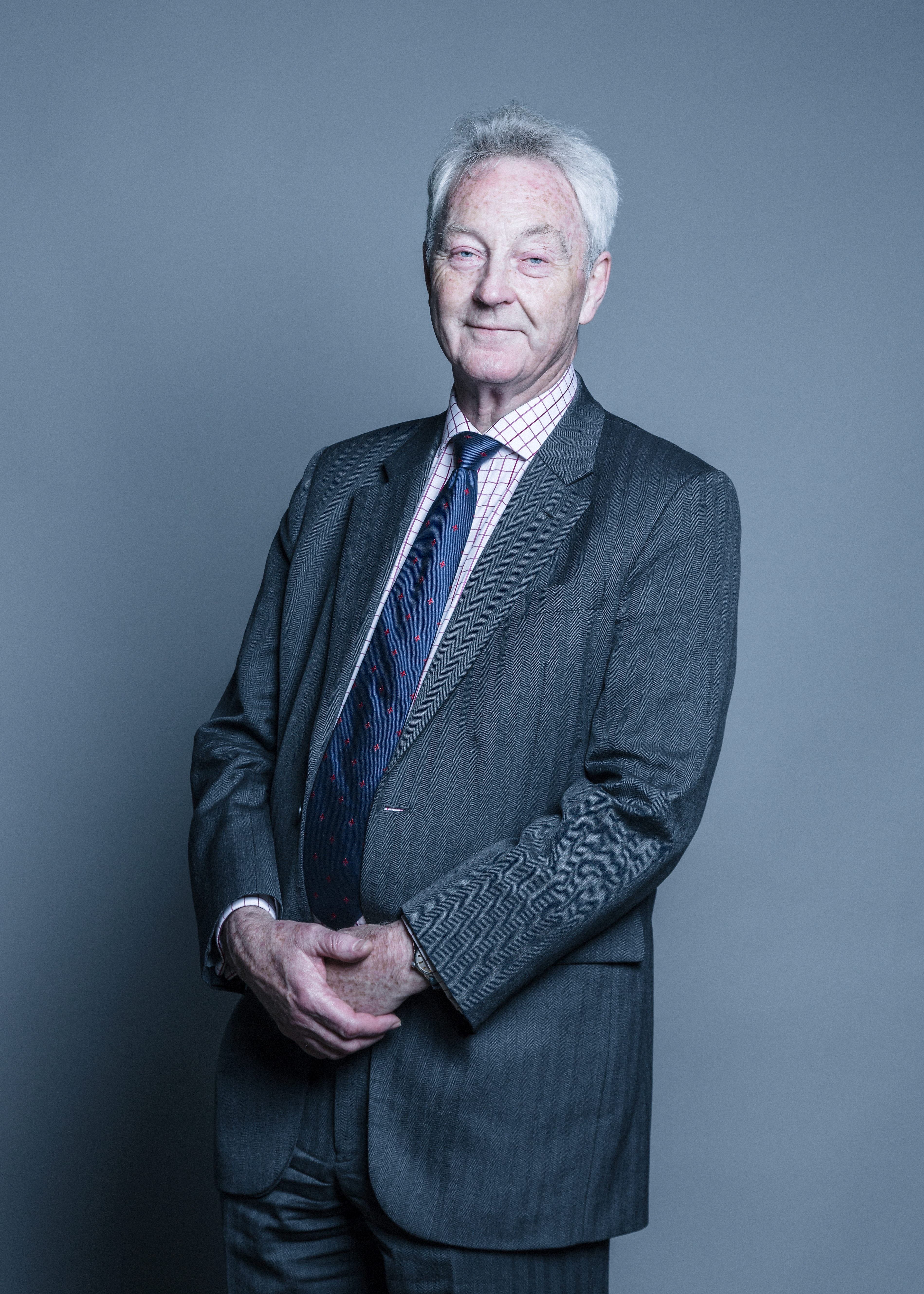
Alastair Bruce, 5. Baron Aberdare

Alastair John Lyndhurst Bruce, 5. Baron Aberdare (* 2. Mai 1947), ist ein britischer Peer und Mitglied des House of Lords.

## Leben und Karriere
Alastair Bruce ist der älteste von vier Söhnen des Morys Bruce, 4. Baron Aberdare, aus dessen Ehe mit Maud Helen Sarah Dashwood.
Er besuchte ab 1960 das Eton College und studierte ab 1971 am Christ Church College der University of Oxford. Von 1969 bis 1991 war er bei IBM tätig. 1991 wechselte er zu Bruce Naughton Wade, einer Unternehmensberatungsgesellschaft, und wurde dort Partner. Seit 1999 ist er als Direktor von ProbusBNW tätig.
Beim Tod seines Vaters im Januar 2005 erbte er dessen Adelstitel als Baron Aberdare.
Im Juli 2009 wurde er als Hereditary Peer ins House of Lords gewählt, als Nachfolger des kurz zuvor verstorbenen Christopher Bathurst, 3. Viscount Bledisloe. Dort sitzt er als Crossbencher. An Abstimmungen nimmt er regelmäßig teil.
Bruce ist Präsident der Cynon Valley History Society, des Geschichtsvereins für die Stadt Aberdare und ihr Umland. Von 1994 bis 2006 gehörte er dem Vorstand der National Botanic Garden of Wales an.

## Familie

Wappen Barons Aberdare

Bruce ist seit 1971 mit Elizabeth Mary Culbert Foulkes verheiratet und hat mit ihr zwei Kinder, Hector Morys Napier Bruce (* 1974) und Sarah Katherine Mary Bruce (* 1976).